# Faculdade de Educação da Universidade Federal do Rio de Janeiro
A Faculdade de Educação (FE) é uma unidade de ensino, pesquisa e extensão da Universidade Federal do Rio de Janeiro (UFRJ). A Faculdade foi criada em 1968, a partir da extinta Faculdade Nacional de Filosofia. Está localizada no Palácio Universitário do campus da Praia Vermelha, Rio de Janeiro.